# マリア・アンドレーエヴナ・パレオローク
マリア・アンドレーエヴナ・パレオロギナ（ロシア語: Мария Андреевна Палеолог, 生年不詳 - 1505年）はベロオーゼロ公国の世子夫人。ギリシア語名はマリア・アントレギエヴァ・パレオロギナ（ギリシア語: Μαρία Αντρέγιεβα Παλαιολογίνα）。

## 生涯
名目上のモレアス専制公を称したアンドレアス・パレオロゴスの娘としてアンドレアスが当時亡命していた教皇領ローマに生まれる。母はカテリーナとされるが、他の女性との間に生まれたアンドレアスの庶子の可能性もある。
1480年に父アンドレアスがその妹のモスクワ大公妃ソフィアの元を訪れた際、モスクワの分領であったベロオーゼロ公子のヴァシーリー（ベロオーゼロ公ミハイルの長男）とまだ幼少だったマリアが結婚することが取り決められた。結婚後のマリアはベロオーゼロに移り住んだが、モスクワ大公イヴァン3世の勘気を被った夫と共に1483年にリトアニアに逃亡し、その後の詳細は不明である。ヴァシーリーとの間に子を儲けることなく、1505年に死去した。

## 参考資料
- Donald M. Nicol (2002/05/09). The Immortal Emperor: The Life and Legend of Constantine Palaiologos, Last Emperor of the Romans (Reprint ed.). Cambridge University Press. ISBN 978-0521894098

| スタブアイコン | サブスタブ | この項目は、まだ閲覧者の調べものの参照としては役立たない、人物に関連した書きかけの項目です。この項目を加筆・訂正などしてくださる協力者を求めています（P:人物伝/PJ:人物伝）。 |